# Бърда
Бърда (на сръбски: Брда) е историческа област в североизточната част на Черна гора.
В Средновековието тя е част от областта Херцеговина и, заедно с нея, е в границите на Босненския еялет. В края на XVIII и началото на XIX век областта е присъединена към Черна гора, която известно време носи официалното наименование Черна гора и Бърда. По това време областта е населявана от седем племена - Белопавличи, Пипери, Кучи, Васоевичи, Морачани, Ровчани и Братоножичи, поради което понякога е наричана Седем бърда (Седморо брда).